# Ника, Экатерини
Экатерини Ника (греч. Αικατερίνη Νίκα, род. 30 декабря 1962) — греческая шахматистка.
Чемпионка Греции 1982 и 1983 гг.
В составе сборной Греции участница трех шахматных олимпиад (1982, 1984 и 1988 гг.; в 1982 г. играла на 1-й доске, в 1988 г. — на 1-й доске 2-й греческой команды). Всего на олимпиадах сыграла 32 партии, из которых 14 выиграла, 7 завершила вничью и 11 проиграла.
Участница женского международного турнира в Наленчуве (1987 г.).

## Основные спортивные результаты
| Год  | Город    | Соревнование                                 | + | − | = | Результат | Место |
| ---- | -------- | -------------------------------------------- | - | - | - | --------- | ----- |
| 1982 |          | Чемпионат Греции                             |   |   |   |           | 1     |
|      | Люцерн   | X Олимпиада (сборная Греции, 1-я доска)      | 4 | 4 | 2 | 5 из 10   |       |
| 1983 |          | Чемпионат Греции                             |   |   |   |           | 1     |
| 1984 | Салоники | XI Олимпиада (сборная Греции, 2-я доска)     | 3 | 5 | 1 | 3½ из 9   |       |
| 1987 | Наленчув | Международный турнир                         | 1 | 6 | 4 | 3 из 11   | 10—12 |
| 1988 | Салоники | XIII Олимпиада (сборная Греции В, 1-я доска) | 7 | 2 | 4 | 9 из 13   |       |